# Gabukai
Gabukai - Габукай (rus) - és un aül, un poble, de la República d'Adiguèsia, a Rússia. Es troba a la vora esquerra del riu Pxix, prop de la riba meridional de l'embassament de Krasnodar, a 15 km al nord-est de Ponejukai i a 56 km al nord-oest de Maikop, la capital de la república.
Pertanyen a aquest municipi els pobles de Petrov, Txabanov i Xevtxenko.